# Linxament de Jesse Washington
Jesse Washington era un granger adolescent de raça negra que va ser linxat a Waco, Texas (Estats Units d'Amèrica) el 15 de maig de 1916, en un episodi que es va convertir en un conegut exemple de linxament per motius racials.
Washington va ser condemnat per violar i assassinar Lucy Fryer, l'esposa del seu ocupador blanc a la zona rural de Robinson, Texas. Va ser arrossegat fora de la cort pel públic i linxat davant de l'ajuntament de Waco. Més de 10.000 espectadors, inclosos els oficials de la ciutat i la policia, es van reunir per mirar el linxament. Hi va haver un ambient de celebració durant l'acte, i molts nens hi van assistir durant la seva hora de dinar. Els membres de la multitud van castrar Washington, li van tallar els dits i el van penjar sobre una foguera. Va ser reiteradament baixat i elevat sobre el foc durant unes dues hores. Després d'extingir-se el foc, el seu tors carbonitzat va ser arrossegat per la ciutat i es van vendre com a souvenirs parts del cos. Un fotògraf professional va prendre fotografies a mesura que es desenvolupava l'esdeveniment, obtenint imatges d'un linxament en curs. Les imatges es van imprimir i es van vendre com a targetes postals a Waco.
Malgrat que el linxament va tenir el suport de molts de residents de Waco, va ser condemnat per diaris als Estats Units. L'Associació Nacional per al Progrés de les Persones de Color (National Association for the Advancement of Colored People, NAACP) va contractar Elisabeth Freeman per investigar el fet; va realitzar una enquesta detallada a Waco, malgrat la reticència de molts de residents per parlar sobre l'esdeveniment. Després de rebre l'informe de Freeman sobre el linxament, el cofundador i editor de la NAACP, W. E. B. Du Bois, va publicar un informe en profunditat amb fotografies del cos carbonitzat de Washington a The Crisis, i la NAACP va presentar la seva mort en la seva campanya contra el linxament.
Encara que Waco havia sigut considerada com una ciutat moderna i pròspera, el linxament demostrava que encara tolerava la violència racial; l'esdeveniment va rebre el nom d'«horror de Waco» i la ciutat va guanyar fama de racista. Els historiadors han assenyalat que la mort de Washington va ajudar a canviar la manera de veure el linxament; la publicitat que va rebre va reduir el suport públic a aquesta pràctica.
En la dècada del 1990 i 2000, alguns residents de Waco van pressionar per la instal·lació d'un monument al linxament, una idea que no va aconseguir ampli suport a la ciutat.

## Antecedents

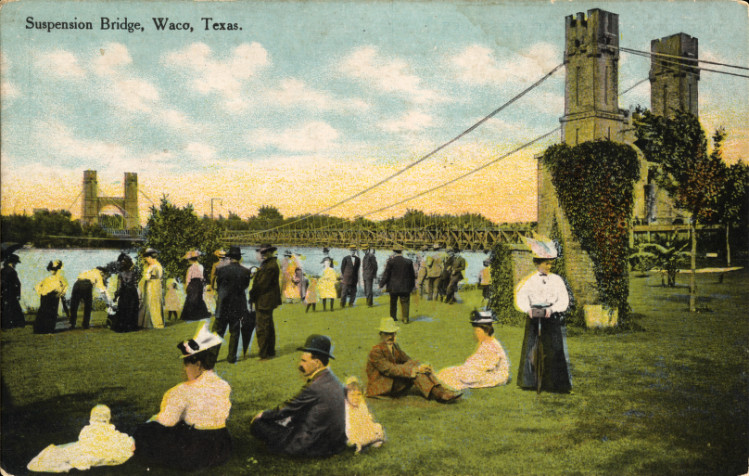
Una representació de 1911 d'un grup de residents de Waco, que reflecteix la voluntat de la ciutat de presentar-se com una localitat idíl·lica

A finals del segle xix i principis del XX, es van produir un nombre significatiu de linxaments al sud dels Estats Units, principalment d'afroamericans als estats de Florida, Geòrgia, Mississipi i Texas. Entre 1890 i 1920, prop de 3.000 afroamericans van ser assassinats per linch mobs (linxament per una multitud), generalment després que els blancs fossin víctimes de crims perpetrats pels afroamericans. Els partidaris del linxament justificaven la pràctica com una forma d'afirmar la dominació sobre els afroamericans, als quals se'ls va atribuir una naturalesa criminal. El linxament també va proporcionar un sentit de «solidaritat blanca» en una cultura amb canvis demogràfics i d'estructures de poder. Encara que el linxament va ser tolerat per bona part de la societat del sud, van sorgir opositors a la pràctica, incloent-hi alguns líders religiosos i la naixent Associació Nacional per al Progrés de les Persones de Color (NAACP).
El 1916, Waco era una ciutat pròspera amb una població de més de 30.000 habitants. Com que al segle xix la ciutat va ser associada a la delinqüència, els líders comunitaris van intentar canviar la seva reputació enviant delegacions als Estats Units per promocionar-la com una localitat idíl·lica. En la dècada del 1910, l'economia de Waco s'havia tornat forta i la ciutat havia guanyat una reputació de pietosa. Havia sorgit a la zona una classe mitjana afroamericana, juntament amb dos col·legis per a gent de raça negra. A mitjans de la dècada del 1910, els afroamericans ja formaven al voltant del 20% de la població de Waco. En el seu estudi del 2006 sobre el linxament, la periodista Patricia Bernstein descriu la ciutat com si tingués una «fina capa» de pau i respectabilitat. La tensió racial va estar present a la ciutat; sovint, els diaris locals van emfatitzar els delictes comesos pels afroamericans, i un home negre de Sank Majors va ser penjat d'un pont al costat del centre de Waco el 1905. Una petita quantitat d'activistes antilinxament vivien a la zona, incloent el president de la Universitat Baylor de Waco.
El 1916, diversos factors van provocar un augment del racisme local, incloent la projecció d'El naixement d'una nació (The Birth of a Nation, 1915), pel·lícula que va promoure la supremacia blanca i que glorificava el Ku Klux Klan, i la venda de fotografies d'un afroamericà recentment linxat a Temple, Texas.

## L'assassinat i l'arrest

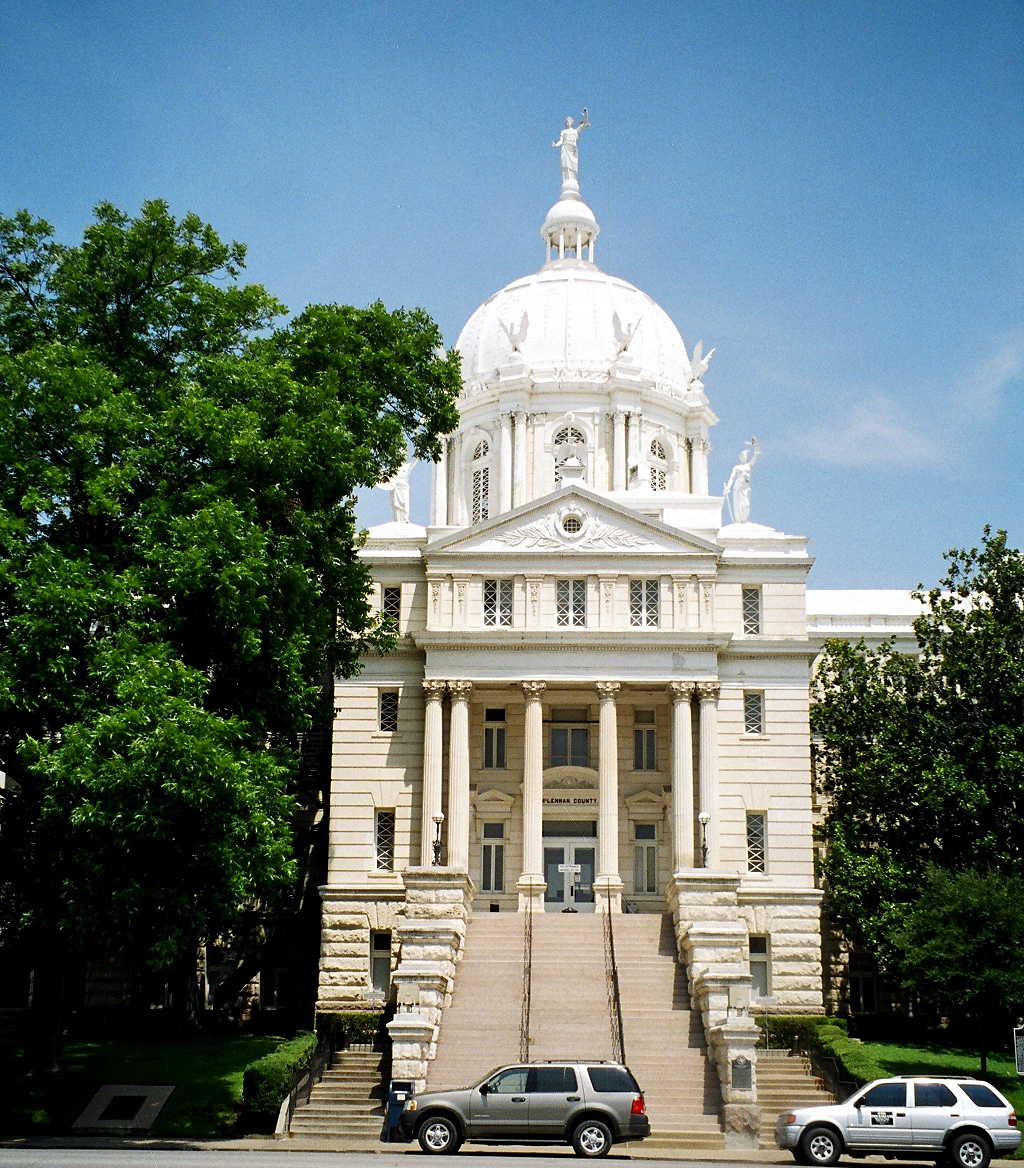
Tribunal del comtat de McLennan (2006)

A Robinson, Texas, Lucy Fryer va ser assassinada mentre estava sola a casa seva el 8 de maig de 1916. Va ser trobada morta per un cop de garrot, estirada a través de la porta de la granja i coberta de llavors. Era una escena horrible que incloïa indicis d'assalt sexual. Els funcionaris van determinar que l'assassí va usar un instrument contundent com a arma. Ella i el seu marit George eren immigrants anglesos i ben respectats en la comunitat rural on tenien una granja. Les notícies de la mort van arribar ràpidament al xèrif del Comtat de McLennan, Samuel Fleming, que immediatament va investigar el fet amb un equip d'agents de policia, un grup d'homes locals i un metge. El metge va determinar que Fryer va ser assassinada per un fort traumatisme al cap provocat per un objecte contundent. Els homes locals van sospitar que el culpable podria ser Jesse Washington, un home afroamericà de disset anys que havia treballat a la granja de Fryers durant cinc mesos; un d'ells va afirmar que havia vist Washington prop de la casa Fryer uns minuts abans que el cos de Lucy fos descobert. Aquella nit, els ajudants del xèrif van viatjar a la casa de Washington, on el van trobar davant de la casa amb roba tacada de sang. Ell va atribuir les taques a que el nas li havia sagnat. Jesse, el seu germà William, i els seus pares van ser portats a prop de Waco per ser interrogats pel departament del xèrif; tot i que els pares i el germà de Jesse van ser alliberats poc temps després, van tornar a ser detinguts per a un altre interrogatori. En els seus interrogants de Waco van explicar que va negar la seva complicitat amb la mort de Fryer, però va oferir detalls contradictoris sobre les seves accions. Després de la seva detenció, es van estendre uns rumors sobre que s'havia barallat amb un home blanc uns dies abans de l'assassinat.
El 9 de maig, Fleming va detenir Washington al comtat de Hill per evitar actuacions de vigilància. El xèrif del comtat de Hill, Fred Long, va interrogar a Washington junt amb Fleming; Washington els va dir que havia matat Fryer després d'una discussió sobre les seves mules, i va descriure l'arma de l'assassinat i la seva ubicació. Va portar Washington a Dallas, Texas, mentre que Fleming va tornar a Robinson. Fleming va informar aviat que va trobar un martell amb sang a on els havia indicat Washington. A Dallas, Washington va dictar i va signar una declaració on va descriure la violació i assassinat de Fryer; la confessió es va publicar l'endemà als diaris de Waco. Els diaris van sensacionalitzar l'assassinat, descrivint els intents de Fryer de resistir-se a l'atac de Washington, encara que el metge que havia examinat el seu cos va arribar a la conclusió que la van matar abans que pogués resistir-se. Una multitud de linxadors es va reunir a Waco aquella nit per buscar-lo a la presó local, però es va dispersar després de no trobar a Washington. No obstant això, un diari local va elogiar el seu esforç. Aquella nit, es va celebrar un petit funeral i enterrament privat per a Lucy Fryer.
L'11 de maig, es va reunir al comtat de McLennan un gran jurat i ràpidament va fer una acusació contra Washington; el judici estava previst per al 15 de maig. El Times-Herald de Waco va publicar un comunicat el 12 de maig demanant que els residents deixessin al sistema judicial que determinès el destí de Washington. Fleming va viatjar a Robinson el 13 de maig per demanar als residents que es quedessin tranquils; la seva demanda va ser ben rebuda. Es va assignar a Washington uns quants advocats inexperts. Els seus advocats no van preparar cap defensa i van assenyalar que ell semblava plàcid durant els dies previs al judici.

## El judici i el linxament

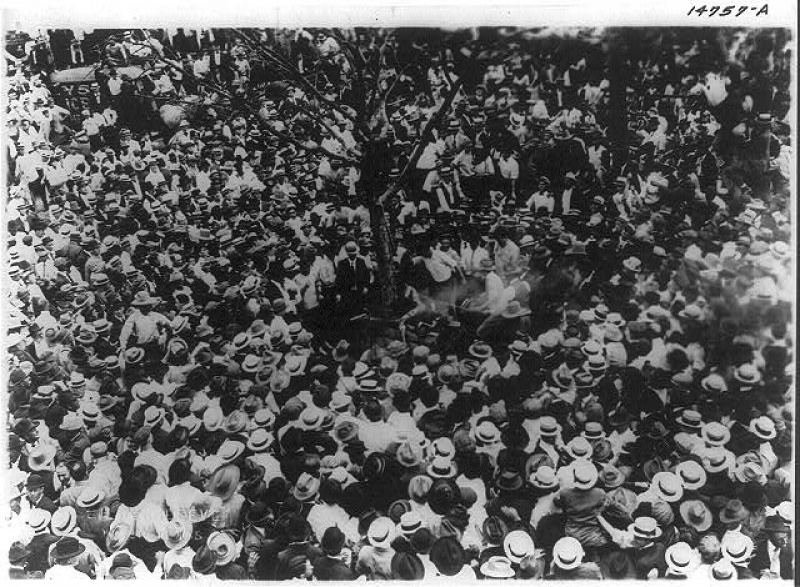
La multitud preparant-se per linxar Washington

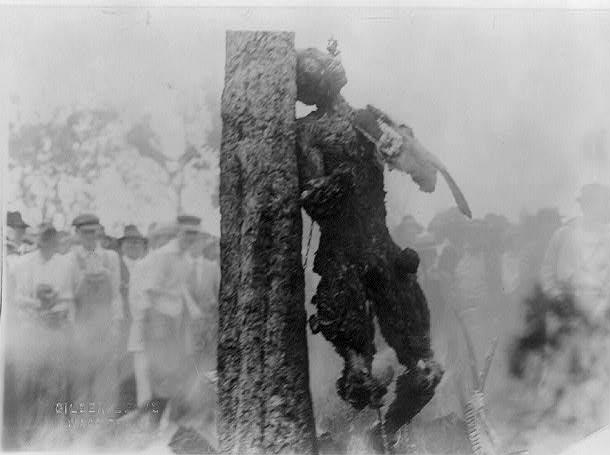
El cos de Jesse Washington penjat

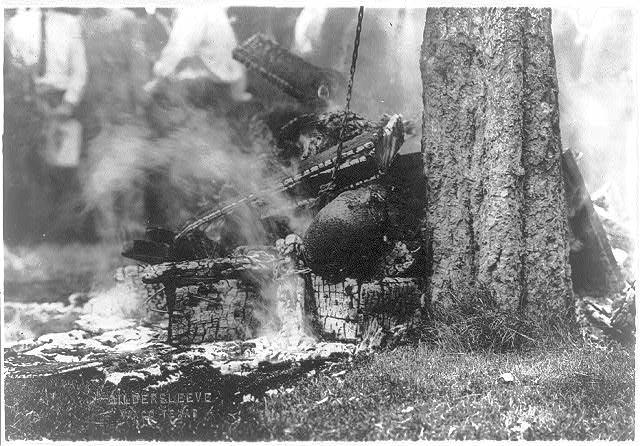
El cos de Washington entre les cendres

Al matí del 15 de maig, la gent que volia presenciar el judici ràpidament va omplir la capacitat de tribunal de Waco; la multitud va impedir que poguessin entrar alguns dels membres del jurat. Els observadors també van omplir les voreres al voltant del tribunal; hi van assistir més de dos mil espectadors. Els assistents eren gairebé totalment de raça blanca, però alguns membres de la comunitat negra de Waco estaven presents en silenci. Quan Washington va ser conduït a la sala del tribunal, un membre de l'audiència li va apuntar amb una arma, però va ser ràpidament reduït.
Al moment que es va iniciar el judici, el jutge va intentar mantenir l'ordre, insistint que el públic quedés en silenci. Ràpidament es va realitzar selecció del jurat popular; la defensa no va qüestionar cap dels seleccionats per la fiscalia. Bernstein afirma que el judici tenia una «atmosfera de tribunal-cangur». El jutge va demanar a Washington un motiu, i va explicar les sentències potencials. Washington va murmurar una resposta, possiblement «sí», interpretada pel tribunal com un motiu de culpabilitat. La fiscalia va descriure els càrrecs, i el tribunal va escoltar testimonis dels agents de policia i del metge que va examinar el cos de Fryer. El metge va debatre sobre com Fryer va morir, però no va esmentar la violació. El fiscal va descansar, i l'advocat de Washington li va preguntar si havia comès el delicte. Washington va respondre: «Això és el que he fet (sic)» i es va disculpar amb calma. El fiscal principal va dirigir-se a la sala del tribunal i va declarar que el judici s'havia dut a terme de manera justa, provocant una ovació de la multitud. Després, el jurat va anar a deliberar. Després de quatre minuts de deliberació, el representant del jurat va anunciar el veredicte culpable i una pena de mort. El procés va durar aproximadament una hora.
Els oficials judicials es van acostar a Washington per escoltar-lo, però van ser apartats a un costat per una gran multitud que van agafar a Washington i el van arrossegar fora. Washington es va enfrontar inicialment, mossegant a un home, però aviat va ser colpejat. Li van col·locar una cadena al voltant del coll i va ser arrossegat cap a l'ajuntament per una multitud creixent; en el camí del centre de la ciutat, el van despullar, apunyalar i copejar repetidament amb objectes contundents. En arribar a l'ajuntament, un grup ja havia preparat llenya per fer una foguera al costat d'un arbre davant de l'edifici. Washington, semiconscient i cobert de sang, es va veure mullat amb petroli, penjat de l'arbre per una cadena i després baixat a terra. Els membres de la multitud li van tallar els dits de la mà, els dits dels peus i els genitals. Es va encendre la foguera i Washington va ser aixecat i abaixat fins a les flames repetidament fins que va morir cremat.
L'historiador alemany Manfred Berg va explicar que els executors van intentar mantenir-lo viu per augmentar el seu patiment. Washington va intentar pujar per la cadena, però no va poder a causa de la seva manca de dits. El foc es va extingir després de dues hores, i es va permetre als transeünts que poguessin recollir records del lloc del linxament, incloent els ossos de Washington i les baules de la cadena. Un assistent va conservar part dels genitals de Washington; un grup de nens va treure les dents del cap de Washington per guardar-los com a souvenirs. Quan es va extingir el foc, s'havien cremat parts dels braços i les cames de Washington, i el seu tors i el cap estaven calcinats. Es va treure el seu cos de l'arbre per a ser arrossegat darrere d'un cavall per tota la ciutat. Les restes de Washington van ser transportades a Robinson, on van ser exhibides públicament fins que un policia va agafar el cos durant la nit i el va enterrar.
El linxament va atraure una gran multitud, incloent l'alcalde i el cap de la policia, tot i que el linxament era il·legal a Texas. El xèrif Fleming va dir als seus ajudants que no aturessin el linxament i que no arrestessin a ningú després de l'esdeveniment. L'escriptora estatunidenca Patricia Bernstein especula que aquelles accions accions van ser motivades per un desig de tractar amb duresa el crim per ajudar a la seva candidatura a la seva reelecció aquell any. L'alcalde John Dollins també podia haver encoratjat a la multitud degut a la creença que un linxament seria políticament beneficiós. La multitud va arribar a 15.000 persones en el seu apogeu. Els telèfons van ajudar a difondre el linxament, permetent que els espectadors es reunissin amb més rapidesa del que era possible anteriorment. Els mitjans de comunicació locals van informar que es van sentir «crits de plaer»" quan es va començar a cremar a Washington, tot i que van notar que alguns assistents rebutjaven l'acció. El Waco Semi-Weekly Tribune va sostenir que diversos ciutadans negres de Waco van assistir, una afirmació que l'historiador Grace Hale de la Universitat de Virginia considera dubtosa. Els residents de Waco, que probablement no tenien connexió amb la família rural Fryer, van formar la gran part de la multitud. Algunes persones de les comunitats rurals properes van viatjar fins a la ciutat abans del judici per a seguir els esdeveniments. Durant el linxament, a mesura que s'apropava el migdia, els nens de les escoles locals es van dirigir cap al centre per observar, i alguns van pujar als arbres per a tenir una millor vista. Molts pares van aprovar l'assistència dels seus fills, esperant que el linxament els reforcés la creença en la supremacia blanca. Alguns texans varen participar en el linxament com un ritu de pas de jove a adult.

## Conseqüències
Fred Gildersleeve, un fotògraf professional de Waco, va arribar a l'ajuntament poc abans del linxament, possiblement a petició de l'alcalde, i va fotografiar l'esdeveniment. Les seves fotografies proporcionen descripcions poc freqüents d'un linxament en progrés, en lloc de la fotografia típica de linxament que només mostrava les víctimes ja mortes. Les fotografies de Gildersleeve inclouen vistes de la multitud que va poder fer des d'un edifici i imatges properes del cos de Washington; algunes podrien haver sigut preses per un ajudant. Gildersleeve va produir postals amb imatges d'adolescents, d'uns dotze anys, reunits al voltant del cos de Washington. Els individus que apareixen a les fotografies no van intentar ocultar les seves identitats. L'escriptor Manfred Berg considera que les seves voluntats de ser fotografiats indica que sabien que ningú els perseguirien per la mort de Washington. Malgrat que alguns residents de Waco van enviar les postals a familiars de fora de la ciutat, alguns ciutadans prominents locals van convèncer a Gildersleeve que deixés de vendre-les, tement que les imatges donessin una mala imatge a la ciutat.
Durant els dies posteriors al linxament, els periòdics van condemnar feroçment l'esdeveniment. Al cap d'una setmana, les notícies sobre el linxament es van publicar a Londres. Un editorial del New York Times opinava que «en cap altre país fins i tot fingint ser civilitzat, un home podria ser cremat fins a la mort als carrers d'una ciutat considerable enmig de la salvatge exaltació dels seus habitants». Al New York Age, James Weldon Johnson va descriure als membres de la multitud del linxament com «més baix que qualsevol altra gent que actualment habita la terra». Encara que anteriorment molta premsa del sud havia defensat el linxament com «una defensa de la societat civilitzada», després de la mort de Washington no van emetre l'esdevediment en aquests termes. El Montgomery Advertiser va publicar que «cap salvatge era tan cruel ... com els homes que van participar en aquest horrible i gairebé increïble episodi». A Texas, el Houston Chronicle i l'Austin American eren favorables als linxaments, però van parlar molt de Waco. El Morning News de Dallas va informar sobre la història, però la va publicar a través d'un editorial adjunt. A Waco, el Times-Herald es va abstenir de redactar sobre el linxament. El Waco Morning News va assenyalar breument la seva desaprovació del linxament, centrant les seves crítiques a la premsa que havia atacat injustament a la ciutat. Van publicar els editorials condemnatoris després del linxament com a «Holier than thou» (actitud de superioritat moral amb un enfocament bastant crític). Un escriptor del Waco Semi-Weekly Tribune va defensar el linxament, afirmant que «Washington mereixia morir i que els negres haurien de veure la mort de Washington com una advertència contra el crim». A la part posterior d'aquesta publicació apareix un editorial del Houston Post que condemna el linxament, caracteritzant la columna com a part d'un atac a la ciutat.
Alguns residents de Waco van condemnar el linxament, inclosos els secretaris i caps locals de la Universitat de Baylor. El jutge que va presidir el judici de Washington va declarar més tard que els membres de la multitud del linxament eren «assassins»; el representant del jurat va dir a la NAACP que ell desaprovava les seves accions. Algunes persones que van presenciar el linxament van tenir malsons persistents i traumes psicològics. Alguns ciutadans van considerar de fer una protesta contra el linxament, però finalment es van negar a fer-la a causa de les preocupacions sobre les represàlies o l'aparició de la hipocresia. Després del linxament, els funcionaris municipals van sostenir que van atendre a un petit grup de descontents. Encara que la seva afirmació es contradiu per l'evidència fotogràfica, diverses històries de Waco han repetit aquesta afirmació. No hi va haver repercussions negatives per a Dollins ni pel cap de policia John McNamara; tot i que no van intentar aturar a la multitud, van continuar sent molt respectats a Waco. Com era comú en aquests tipus d'atacs, ningú va ser processat pel linxament.
Malgrat que els líders de la comunitat negra de Waco van donar condolences a la família Fryer, es van queixar del linxament de Washington només en privat. Una excepció va ser el periòdic Paul Quinn Weekly, del Paul Quinn College de Texas, una institució totalment negra, que va publicar diversos articles que van criticar el linxament de la ciutat i la ciutat. En un article, l'autor va proclamar que Jesse Washington era innocent i que George Fryer era culpable. A. T. Smith, l'editor del periòdic, fou posteriorment condemnat per difamació. George Fryer també va demandar a la universitat per difamació; la seva vehemència va fer que alguns residents de Robinson sospitessin que va tenir un paper en la mort de la seva esposa. Bernstein va afirmar que era «altament improbable» que George Fryer jugués un paper en l'assassinat de Lucy, però assenyala que hi ha l'ombra d'una possibilitat que hi hagi alguna culpabilitat.

## La investigació i campanya del NAACP

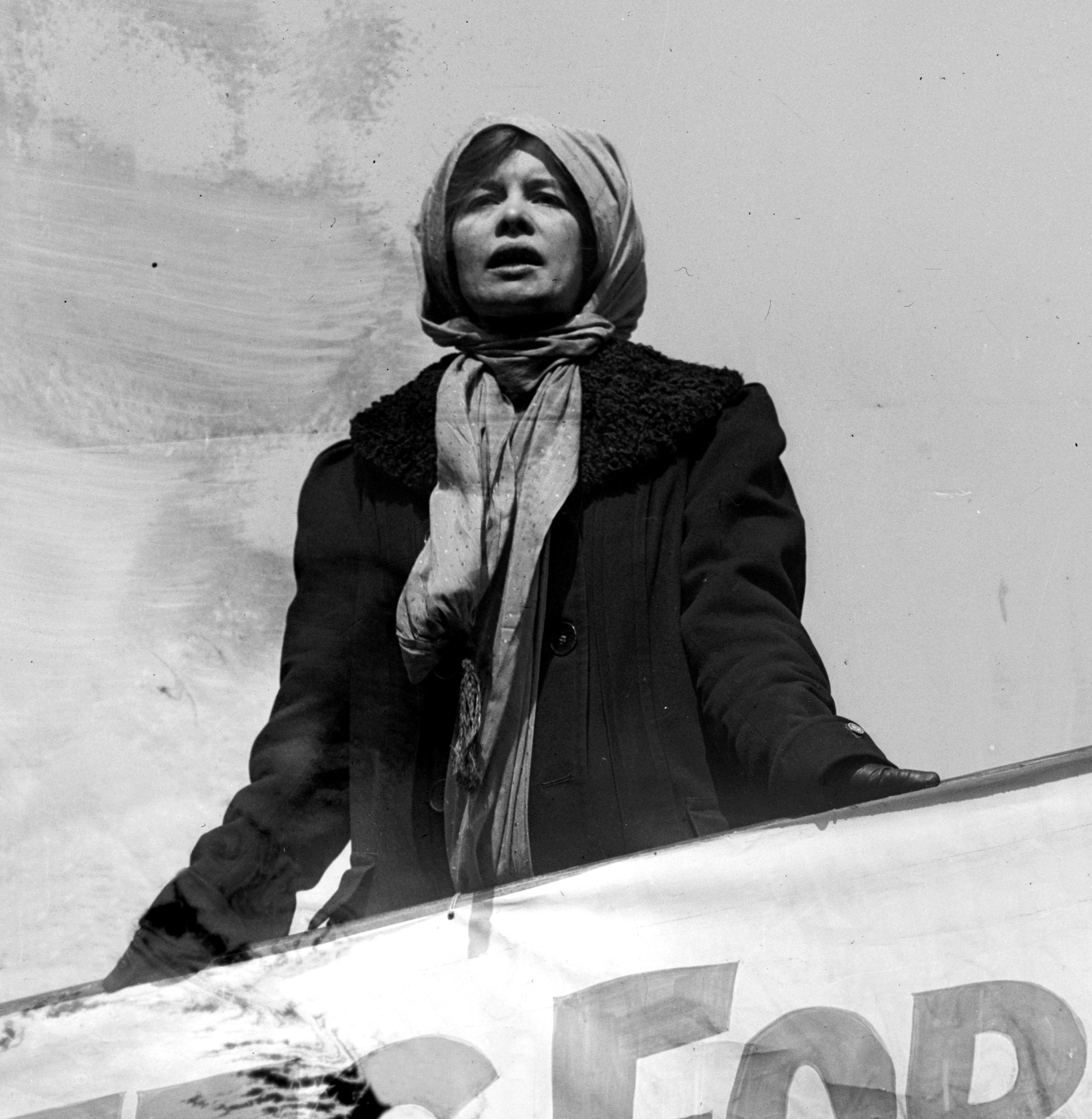
Elisabeth Freeman (1913)

La NAACP va contractar Elisabeth Freeman, activista de sufragi femení de la ciutat de Nova York, per investigar el linxament. Havia viatjat a Texas a finals de 1915 o principis de 1916 per ajudar a organitzar el moviment del sufragi allí. Després d'assistir a una convenció de sufragi a Dallas a principis de maig, va començar la seva tasca a Waco, presentant-se com a periodista i tractant d'entrevistar a la gent sobre el linxament. Va trobar que gairebé tots els residents eren reticents a discutir l'esdeveniment. Va parlar amb els funcionaris de la ciutat i va obtenir imatges del linxament de Gildersleeve, que inicialment es va mostrar reticent a proporcionar-les. Encara que temia per la seva seguretat, gaudia del desafiament de la investigació. Quan va parlar amb els líders de la ciutat, Freeman els va convèncer que planejava defensar Waco contra les crítiques quan tornés al nord. Alguns periodistes aviat van sospitar de la seva presència i van advertir als residents que no parlessin amb els forasters. Però els afroamericans locals li van donar una acollidora recepció.
Fleming i el jutge que van presidir el judici van parlar amb ella; ambdós van argumentar que no eren culpables del linxament. Un mestre que havia conegut Washington va dir a Freeman que Washington era analfabet i que tots els intents d'ensenyar-li a llegir havien sigut inútils. Freeman va concloure que els residents blancs solien donar suport al linxament de Washington, encara que molts no els va agradar que el seu cos fos mutilat. Ella va determinar que la multitud estava dirigida per un paleta, un guàrdia d'un saloon i diversos empleats d'una companyia de gel. La NAACP no els va identificar públicament. Freeman va concloure que Washington va matar a Fryer, i que el motiu va ser seva actitud dominant cap a ell.
W. E. B. Du Bois es va enfadar amb les notícies de l'atac, afirmant que «qualsevol conversa sobre el triomf del cristianisme o sobre la divulgació de la cultura humana és inactiva sempre que el linxament de Waco sigui possible als Estats Units». Després de rebre l'informe de Freeman, va col·locar una imatge del cos de Washington a la portada d'un suplement de The Crisis, el butlletí de la NAACP, on es va tractar l'esdeveniment. El tema es titulava The Waco Horror (L'horror de Waco) i es va publicar com un suplement de vuit pàgines a l'edició de juliol. Du Bois va popularitzar el «Waco Horror» com a nom del linxament de Washington; el Houston Chronicle i el New York Times ja havien utilitzat la paraula «horror» per descriure l'esdeveniment. El 1916, The Crisis va tenir una circulació de prop de 30.000 exemplars, tres vegades més que el nombre de membres de la NAACP. Encara que el document havia fet campanya contra el linxament en el passat, aquest va ser el primer que contenia imatges de l'atac. El consell de NAACP va dubtar inicialment a publicar aquest contingut gràfic, però Du Bois va insistir en fer-ho, argumentant que una cobertura sense censura obligaria als estatunidencs blancs a donar suport al canvi. A més de les imatges, el suplement va incloure el relat del linxament que Freeman va obtenir dels residents de Waco. Du Bois va escriure al The Crisis l'article sobre el linxament; va editar i va organitzar l'informe de Freeman per a la seva publicació, malgrat que no va ser nomenada en el tema. L'article va concloure amb una crida per donar suport al moviment antilinxament. La NAACP va distribuir l'informe a centenars de diaris i polítics, una campanya que va donar lloc a una àmplia condemna del linxament. Molts observadors blancs van ser molestats per la gent que va participar en el linxament. The Crisis va incloure més imatges de linxaments en suplements posteriors. La mort de Washington va iniciar un debat continu a The Crisis. Oswald Garrison Villard va escriure en una edició posterior del diari que «el crim a Waco és un repte per a la nostra civilització americana».
Altres periòdics afroamericans també van fer una important cobertura del linxament, igual que la premsa liberal com The New Republic i The Nation. Freeman va viatjar pels Estats Units per parlar amb el públic sobre la seva investigació, mantenint que un canvi en l'opinió pública podria aconseguir més que accions legislatives. Encara que hi va haver altres linxaments tan brutals com els de Washington, la disponibilitat d'imatges i la configuració de la seva mort van fer que fos una cause célèbre. Els líders de la NAACP esperaven iniciar una batalla legal contra els responsables de la mort de Washington, però van abandonar el pla a causa del cost previst.
La NAACP es va esforçar econòmicament per aquesta causa. La seva campanya de lluita contra el linxament va tenir èxit en recaptar fons, però es va reduir a mesura que els Estats Units van entrar a la Primera Guerra Mundial. El president de la NAACP, Joel Elias Spingarn, va declarar més tard que la campanya del grup va aconseguir «unir-se a la ment pública com un problema nacional». En el seu estudi del linxament del 2006, Bernstein descriu aquesta campanya antilinxament com «els començaments més bons d'una batalla que duraria molts anys».
La quantitat de linxaments als Estats Units va augmentar a finals de la dècada del 1910. Aquests linxaments addicionals es van produir a Waco en la dècada del 1920, en part a causa del ressorgiment del Ku Klux Klan. Però a finals de la dècada del 1920, les autoritats de Waco van començar a protegir els afroamericans dels linxaments, com en el cas de Roy Mitchell. Les autoritats temien que la publicitat negativa generada pels linxaments (com la campanya de la NAACP després de la mort de Washington) obstaculitzaria els seus esforços per atraure inversors. La NAACP va lluitar per retratar el linxament com una pràctica salvatge i bàrbara, una idea que finalment va guanyar la seva acceptació en la ment popular. Bernstein acredita els esforços del grup per ajudar a posar fi a «les pitjors atrocitats públiques del sistema racista» a la regió de Waco.

## Anàlisi del fet i llegat
El 2011, Manfred Berg va especular que probablement Washington assassinés a Fryer, però dubtava que la violés.
El mateix any, Julie Armstrong, de la Universitat del Sud de Florida, va argumentar que Washington era possiblement innocent dels dos càrrecs.
Patricia Bernstein assenyala que els motius de Washington mai no s'han establert. També afirma que la seva confessió podria haver sigut coaccionada, i que l'arma d'assassinat, potser la prova principal contra ell, fos col·locada per les autoritats. Bernstein afirma que el linxament de Washington va ser un esdeveniment únic perquè es va produir en una ciutat amb una reputació de molt pogressista, però va reunir a milers de persones que estaven entusiasmades per la brutal tortura; normalment es produïen actes similars de violència popular en ciutats més petites, però amb menys espectadors. Bernstein també compara la brutalitat pública de la multitud del linxament amb la pràctica anglesa medieval de penjar, arrossegar i esquarterar persones condemnades per alta traïció.
William Carrigan, de la Universitat de Rowan, argumenta que la cultura del centre de Texas havia glorificat la violència popular de forma retributiva durant dècades abans del linxament de Washington, mantenint que aquesta cultura de la violència explica com es podia celebrar públicament un atac tan brutal. Carrigan assenyala que la mort de Washington podria haver rebut més atenció pública que qualsevol altre linxament als Estats Units, i considera que l'esdeveniment és un «punt d'inflexió en la història de la violència popular al centre de Texas». Tot i que el clam que va provocar no va acabar amb la pràctica, va ajudar a posar fi al suport públic d'aquests atacs per les autoritats de la ciutat. Carrigan afirma que el linxament va ser «el dia més infame de la història del centre de Texas» fins al setge de Waco de 1993.
Graze Elisabeth Hale afirma que la mort de Washington va significar una transició en la pràctica del linxament, demostrant la seva acceptació en ciutats modernes del segle xx. Ella assenyala que el linxament de Washington il·lustra com les innovacions tecnològiques, com ara telèfons i fotografies de baix cost, podien potenciar els linxaments, però també augmentar la condemna de la societat de les seves accions.
En el seu estudi del linxament del 2004, Peter Ehrenhaus i A. Susan Owen van comparar el linxament amb un sacrifici de sang, argumentant que els residents de Waco van sentir una sensació de justícia col·lectiva després de la mort de Washington, ja que el van veure com va desaparèixer la presència del mal de la comunitat.
Amy Louise Wood, de la Universitat Estatal d'Illinois, escriu que l'esdeveniment va ser «un moment decisiu en la història del linxament», argumentant que amb la mort de Washington, «el linxament va començar a sembrar les llavors del seu propi col·lapse». Tot i que anteriorment l'espectacle d'atacs de violència popular havia beneficiat als supremacistes blancs, Wood afirma que, després de la publicació de la mort de Washington, el moviment antiilinxament va començar a incloure imatges de la brutalitat motivada pel racisme en les seves campanyes.
Després de la supressió de la pràctica del linxament al centre de Texas, el linxament de Jesse Washington va rebre poca atenció per part dels historiadors locals. No obstant això, Waco va desenvolupar una reputació pel racisme, propagada en part pels llibres de text d'història dels Estats Units, que van vexar als residents de raça blanca de la ciutat. En els anys següents al linxament, els afroamericans freqüentment tenien Waco en desdeny, i alguns van veure el brot de tornados de Waco de 1953 com un càstig diví. Els líders blancs de Waco van prendre un enfocament no-violent com a resposta a les manifestacions durant el Moviment afroamericà pels drets civils, possiblement a causa del desig d'evitar tornar a estigmatitzar la ciutat.
El músic de blues Sammy Price va gravar una versió de Hesitation Blues que feia referència al linxament de Washington. Price va viure a Waco quan era nen, possiblement en el moment de la mort de Washington.
El novel·lista de Waco Madison Cooper va descriure un linxament, que es creu que està basat en la mort de Washington, com a esdeveniment clau en la seva novel·la de 1952, Sironia, Texas.
A la dècada del 1990, Lawrence Johnson, membre de l'ajuntament de Waco, va veure imatges del linxament de Washington al Museu Nacional dels Drets Civils i va començar a pressionar per a construir un monument al linxament. El 2002, Lester Gibson, un altre membre de l'ajuntament, va proposar que s'instal·lés una placa al palau de justícia on Washington va ser jutjat. A més, va afirmar que la placa havia de portar una disculpa de la ciutat. Es van discutir les idees, però es van mostrar infructuoses. Durant la dècada del 2000, la idea d'un monument va ser ressuscitada per un comissari del Comtat de McLennan i la Cambra de Comerç de Waco; el Waco Herald Tribune va fer un editorial en suport d'un monument sobre el lloc del linxament. Alguns descendents de Fryer es van oposar al monument proposat.
En el centenari del linxament, el 15 de maig de 2016, l'alcalde de Waco es va disculpar en una cerimònia a alguns dels descendents de Washington.

### Llibres
- Apel, Dora. Imagery of Lynching: Black Men, White Women, and the Mob.  Rutgers University Press, 2004. ISBN 978-0-8135-3459-6.
- Armstrong, Julie Buckner. Mary Turner and the Memory of Lynching.  University of Georgia Press, 2011. ISBN 978-0-8203-3765-4.
- Berg, Manfred. Popular Justice: A History of Lynching in America.  Government Institutes, 2011. ISBN 978-1-56663-802-9.
- Bernstein, Patricia. The First Waco Horror: The Lynching of Jesse Washington and the Rise of the NAACP.  Texas A&M University Press, 2006. ISBN 978-1-58544-544-8.
- Bernstein, Patricia. «Waco Lynching». A: Paul Finkelman. Encyclopedia of African American History, 1896 to the Present: From the Age of Segregation to the Twenty-First Century. 5.  Oxford University Press, 2007. ISBN 978-0-19-516779-5.
- Carrigan, William D. The Making of a Lynching Culture: Violence and Vigilantism in Central Texas, 1836–1916.  University of Illinois Press, 2006. ISBN 978-0-252-07430-1.
- DuRocher, Kristina. Raising Racists: The Socialization of White Children in the Jim Crow South.  University Press of Kentucky, 2011. ISBN 978-0-8131-3001-9.
- Gussow, Adam. Seems Like Murder Here: Southern Violence and the Blues Tradition.  University of Chicago Press, 2002. ISBN 978-0-226-31098-5.
- Hale, Grace Elizabeth. Making Whiteness: the Culture of Segregation in the South, 1890–1940.  Vintage Books, 1998. ISBN 978-0-679-77620-8.
- Lichtenstein, Andrew; Lichtenstein, Alex. Marked Unmarked Remembered. A Geography of American Memory.  West Virginia University Press, 2017. ISBN 9781943665891.
- Nevels, Cynthia Skove. Lynching to Belong: Claiming Whiteness Through Racial Violence.  Texas A&M University Press, 2007. ISBN 978-1-58544-589-9.
- Rice, Anne P. Witnessing Lynching: American Writers Respond.  Rutgers University Press, 2003. ISBN 978-0-8135-3330-8.
- SoRelle, James M. «The "Waco Horror": The Lynching of Jesse Washington». A: The African American Experience in Texas: An Anthology.  Texas Tech University Press, 2007. ISBN 978-0-89672-609-3.
- Waldrep, Christopher. African Americans Confront Lynching: Strategies of Resistance from the Civil War to the Civil Rights Era.  Rowman & Littlefield, 2009. ISBN 978-0-7425-5272-2.
- Wood, Amy Louise. Lynching and Spectacle: Witnessing Racial Violence in America, 1890–1940.  University of North Carolina Press, 2009. ISBN 978-0-8078-3254-7.
- Zangrando, Robert L. The NAACP Crusade Against Lynching, 1909–1950.  Temple University Press, 1980. ISBN 978-0-87722-174-6.

### Revistes
- Francis, Megan Ming «The Battle for the Hearts and Minds of America». Souls: A Critical Journal of Black Politics, Culture, and Society, 13, 1, 2011, pàg. 46–71. DOI: 10.1080/10999949.2011.551477.
- Ehrenhaus, Peter; Owen, A. Susan «Race Lynching and Christian Evangelicalism: Performances of Faith». Text and Performance Quarterly, 24, 3/4, 7-2004, pàg. 276–301. DOI: 10.1080/1046293042000312779.
- Wood, Amy Louise «Lynching Photography and the Visual Reproduction of White Supremacy». American Nineteenth Century History, 6, 3, 2005, pàg. 373–99. DOI: 10.1080/14664650500381090.

### Premsa
- Blumenthal, Ralph «Fresh Outrage in Waco at Grisly Lynching of 1916». The New York Times, 01-05-2005 [Consulta: 19 abril 2012].
- Moreno, Sylvia «In Waco, a Push To Atone for The Region's Lynch-Mob Past». The Washington Post, 26-04-2006 [Consulta: 19 abril 2012].

### Llocs web
- «The Crisis Vol. 12, No. 3». Digitized Journals.  Modernist Journals Project. [Consulta: 15 maig 2012].
- Du Bois, W. E. B. «The Waco Horror». The Crisis. Archived by the Modernist Journals Project, 12, Supplement to no. 3, 7-1916, pàg. 1–8. ()
- Goodwyn, Wade. "Waco Recalls a 90-Year-Old 'Horror'." National Public Radio. May 13, 2006. (Transcript of radio story)